# Hexán
A hexán [ C6H14 vagy CH3−(CH2)4−CH3 ] nyílt láncú, telített szénhidrogén (alkán).
A „hex” előtag arra utal, hogy hat szénatomból áll, az „-án” végződés pedig arra, hogy egyszeres kötések kapcsolják össze őket (telített).
A hexán izomerei kevéssé reaktívak, ezért leginkább inert apoláris oldószerként alkalmazzák őket.
A benzin és olyan ragasztóanyagok alkotórészei, melyeket cipők, bőrök, és tetők ragasztásánál használnak. Oldószerként olajok extrakciójában, cipőtisztításban, bútor- és textilgyártásban alkalmazzák.
A hexánnak öt konstitúciós izomerje van:
- hexán H3C−CH2−CH2−CH2−CH2−CH3
- 2-metilpentán (izohexán) H3C−CH(CH3)−CH2−CH2−CH3, ez 5 szénatomos láncból áll, melynek második tagján egy metilcsoport található.
- 3-metilpentán H3C−CH2−CH(CH3)−CH2−CH3, 5 szénatomos láncból áll, a 3. szénatomon egy metilcsoport van.
- 2,2-dimetilbután (neohexán) H3C−C(CH3)2−CH2−CH3, 4 szénatomos lánc, melynek a 2. szénatomján két metilcsoport van.
- 2,3-dimetilbután H3C−CH(CH3)−CH(CH3)−CH3, 4 szénatomos lánc, melynek a 2. és 3. szénatomján egy-egy metilcsoport található.

## Előállítás
A hexánt kőolaj finomításával lehet előállítani. A pontos kapott termék aránya nagyban függ az olaj minőségétől (nyers avagy finomított) és a kinyerés módjától.